# Hugo Teixeira Santos
Hugo Teixeira Santos, mais conhecido como Hugo (Itabaiana, 23 de dezembro de 1988) é um futebolista brasileiro, que além de atuar como zagueiro, também atua como lateral esquerdo. Atualmente defende o Itabaiana.
O jogador passou por várias equipes importantes do futebol brasileiro. Obteve grande destaque atuando pelo Santa Cruz em 2007, eleito melhor zagueiro do Campeonato Brasileiro da Série B daquele ano. Tem passagens ainda por Internacional, Vasco da Gama, Ituano, Central-PE, entre outras equipes.

## Carreira
Hugo Teixeira Santos é natural de Itabaiana/SE. Foi revelado pelo Santa Cruz em 2006, tendo sido eleito o melhor zagueiro do Campeonato Brasileiro da Série B, em 2007, aos 19 anos. Ele atuou na equipe pernambucana até a temporada 2008.
Após passagem pelo Santa Cruz, ainda em 2008, Hugo teve passagem pelo clube do Ituano e foi contratado pelo Vasco da Gama.
Posteriormente, por indicação de Ricardo Rocha ele se transferiu para o Internacional de Porto Alegre, onde trabalhou no final da temporada 2009 e começo da temporada 2010.
Após ter defendido o Internacional, teve uma passagem no futebol paulista, jogando por Grêmio Barueri e Guaratinguetá.
No dia 29 de outubro de 2013, Hugo chegou a ser anunciado como reforço do Potiguar de Mossoró, mas em dezembro do mesmo ano o Central acertou com o zagueiro.
Em fevereiro de 2015, o Ypiranga de Erechim anuncia contratação do zagueiro Hugo.
Na noite do dia 19 de dezembro de 2015, foi apresentado pelo Atlético de Cajazeiras para a disputa da temporada 2016 do Campeonato Paraibano de Futebol.
No dia 12 de novembro de 2016, o Itabaiana anunciou contratação de Hugo.